# Zhivana Corona
Zhivana Corona est une corona, formation géologique en forme de couronne, située sur la planète Vénus par 13° N et 287,5° E. Elle est localisée dans le quadrangle de Devana Chasma. Elle a été nommée en référence à Zhivana, déesse slave de la vie. 

## Géographie et géologie
Zhivana Corona couvre une surface circulaire d'environ 180 km de diamètre. 